# Kabrai
Kabrai é uma cidade e uma nagar panchayat no distrito de Mahoba, no estado indiano de Uttar Pradesh.

## Geografia
Kabrai está localizada a 25° 25′ N, 80° 01′ L. Tem uma altitude média de 157 metros (515 pés).

## Demografia
Segundo o censo de 2001, Kabrai tinha uma população de 21,255 habitantes. Os indivíduos do sexo masculino constituem 54% da população e os do sexo feminino 46%. Kabrai tem uma taxa de literacia de 48%, inferior à média nacional de 59.5%: a literacia no sexo masculino é de 59% e no sexo feminino é de 34%. Em Kabrai, 19% da população está abaixo dos 6 anos de idade.